# Церква Святого Хреста (Львів)
Це́рква Свято́го Хреста́ — храм у Львові, на вулиці Замарстинівській, 9. Початково збудований при жіночому вірменському монастирі, пізніше належав іншим християнським конфесіям, був тюрмою, нині — місце проведення екуменічних богослужінь.

## Історія
Дерев'яна вірменська церква Святого Хреста, що стояла на цьому місці, походила із середини XVI ст. Будівництво нового храму із каменю і цегли розпочато у 1629 році коштом вірменського купця Сагака Аґопсовича і завершено у 1630-х роках. При храмі знаходились муровані будівлі жіночого монастиря вірменських василіянок. Після сутичок із вірменами-уніатами черниці оселились у Язлівці і Кам'янці-Подільському. 1655 року свинцеву бляху з даху було знято для виплати контрибуції містом, яке перебувало в облозі військ Хмельницького. Частина черниць у 1680 році повернулась і осіла при катедральному вірменському соборі, заснувавши монастир на  бенедиктинському уставі. 1671 року вірменський архієпископ Миколай Торосович віддав частину монастиря театинцям, які за його ініціативою прибули з Рима і створили тут папську колегію для навчання вірменської молоді. 1681 року монастир був переданий остаточно. Кількість учнів колегії збільшувалась і театинці розпочали будівництво нового приміщення під Високим замком (див. Колегія театинів). По переселенню до нової будівлі, монастир при церкві Св. Хреста продано отцям місіонерам. 1744 року вони зайнялись розбудовою монастиря за проєктом Бернарда Меретина. 1769 року місіонери зайняли і храм, вимінявши його на костел св. Войцеха, що поблизу Високого замку. 
1782 року монастир місіонерів скасовано австрійською владою. У реквізованих приміщеннях влаштовано військовий шпиталь, а пізніше — гарнізонну в'язницю. Церква слугувала як каплиця для ув'язнених. Через деякий час монастир перетворено на казарми. Після того, як поруч було збудовано новий казармовий корпус (нині Замарстинівська, 7), тут розмістився військовий суд із власною в'язницею. У 1939—1941 роках тут діяла в'язниця НКВС. Після Другої світової війни приміщення займало пожежне училище. Нині храм і колишній монастирський комплекс належить Університету внутрішніх справ. Церква використовується почергово для богослужінь греко-католицькою та православною громадами.

## Архітектура
Колишній монастирський комплекс знаходиться між нинішньою вулицею Замарстинівською і проспектом Чорновола. Храм зорієнтований на осі схід-захід із головним фасадом, що виходить на захід до проспекту. З інших трьох боків оточений колишніми монастирськими та господарськими будівлями. Храм збудований з цегли з використанням каменю у цоколі, наріжниках, нервюрах та обрамуванні вікон. В плані однонавовий із пресбітерієм, що закінчується півкруглою абсидою і прямокутним бабинцем. По обидва боки пресбітерія влаштовано прямокутні захристії. Невеликі приміщення прибудовані з обох боків бабинця. Наву перекрито стрільчастими хрестовими склепіннями із профільованими нервюрами, що замикаються різьбленими кам'яними ключами. Дахи над навою і пресбітерієм двоспадові. Початок і кінець нави увінчані трикутними фронтонами із металевими хрестами на вершині. Дещо менший фронтон такого ж вигляду і з хрестом розділяє дах у місці де до пресбітерія примикає абсида. У наві з кожного боку влаштовано по дві групи вікон парами одне над одним, з яких верхнє — зі стрільчастим завершенням. По одному стрільчастому вікну з кожного боку пресбітерія, одне вікно на головному фасаді у другому ярусі бабинця, та по одному у прибудованих до нього приміщеннях. Маленьке кругле вікно влаштовано у верхній частині абсиди. Усі вікна кам'яному обрамуванні. Зовні фасад тинькований без декору. Піддашшя утворене карнизом із модульйонами.
Будівничий храму невідомий. Через подібність архітектурного вирішення із костелом св. Лазаря існують припущення, що будівництво велось тими ж самими майстрами.